# Pavel Tesař
Pavel Tesař (* 5. července 1967 Jablonec nad Nisou) je český herec.

## Životopis
Absolvoval katedru alternativního divadla DAMU v Praze obor herectví. Studia zdárně ukončil v roce 1994. Jeho spolužáky v ročníku byli např. Jan Vondráček, Peter Varga, Lenka Veliká, Martin Veliký, Čeněk Koliáš, Michaela Doležalová, Ivana Lokajová, Martin Matejka a další.

## Divadlo
Po absolvování DAMU společně s celým ročníkem a režisérem Janem Bornou založili Dejvické divadlo (působil zde od roku 1992 do 1996). Během 4 divadelních sezón se podařilo tomuto divadlu zařadit mezi nejznámější a nejúspěšnější pražská divadla. Inscenace Sestra úzkost získala v roce 1995 Cenu Alfréda Radoka jako nejlepší inscenace roku a zároveň tento rok získalo poprvé  Dejvické divadlo Cenu Alfréda Radoka jako  Divadlo roku.
V roce 1996 opět s celým souborem i režisérem Janem Bornou přechází do nově vzniklého Divadla v Dlouhé (původní Divadlo Jiřího Wolkera), kde působí i v roce 2022. Kromě domovských režisérů Jana Borny a Hany Burešové zde vytvořil mnoho rolí pod vedením předních divadelních režisérů: J. A. Pitínský, Ivan Rajmont, Vladimír Morávek, Arnošt Goldflam, Sergej Fedotov, Braňo Holiček, Martin Františák a další. Za hlavní roli malého Pavlíka ve hře Jak jsem se ztratil získal cenu mezinárodního festivalu Mateřinka 2001 v Liberci a Cenu města Plzně na festivalu Skupova Plzeň 2002 a byl nominován na Cenu Alfréda Radoka za nejlepší mužský herecký výkon roku 2000.
Tato inscenace autora Ludvíka Aškenazyho (režie Jan Borna) měla premiéru 26. 2. 2000 a na repertoáru divadla je i v sezóně 2024/2025. V říjnu 2018 dosáhla 500. reprízy. A v únoru 2025 oslaví 25 let uvádění této hry. 
Pavel Tesař také hostoval například ve Studiu Ypsilon, kde několik sezón účinkoval v představení Romeo dnes večer Julie (režie Jan Schmid, premiéra v roce 1993).
V letech 2018 až 2020 hrál v Letních shakespearovských slavnostech na Pražském hradě ve hře Dobrý konec všechno spraví (režie J. A. Pitínský). Hostuje v divadle Lokvar v loutkovém představení Krvavý román podle slavné knihy Josefa Váchala (premiéra v roce 2019).
Od roku 2014 do roku 2020 spolupracoval s Českou filharmonií, při jejichž koncertech pro dětského diváka provázel společně s dirigentem pohádkovým dějem (např. společně s dirigenty Jiřím Bělohlávkem, Marko Ivanovičem, Ondřejem Vrabcem, Vojtěchem Jouzou a dalšími).

### Významné divadelní role
- Amberville - Plyšoví gansteři (role: Erik Medvěd, premiéra 2023, režie: Jan Jirků, Divadlo v Dlouhé)
- Naši furianti (role: četník, premiéra březen 2023, režie: Martin Františák, Národní divadlo)
- Krvavý román (premiéra 2019, režie: kolektiv, Divadlo Lokvar)
- Nebe – peklo (role: Sandalfon, premiéra 2019, režie: Jakub Krofta, Divadlo v Dlouhé)
- Dobrý konec všechno spraví (role: Druhý pán, premiéra 2018, režie: J. A. Pitínský, Agentura SCHOK Praha)
- Tajný deník Adriana Molea (role: George Mole, premiéra 2017, režie: Miroslav Hanuš, Divadlo v Dlouhé)
- Racek (role: Petr Sorin, premiéra 2017, režie: SKUTR, Divadlo v Dlouhé)
- Lucerna – český mýtus (role: Klásek, premiéra 2017, režie: Hana Burešová, Divadlo v Dlouhé)
- S úsměvy idiotů (premiéra 2015, režie: Jan Borna, Divadlo v Dlouhé)
- No Tears for Queers (premiéra 2015, režie: Adam Svozil, Divadlo Letí Praha)
- 407 gramů z Bohumila Hrabala (role: promítač, premiéra 2014, režie: Jan Borna, Divadlo v Dlouhé)
- O líné babičce (premiéra 2013, režie: Jan Borna, Divadlo v Dlouhé)
- Kabaret Kainar-Kainar (premiéra 2012, režie: Jan Borna, Divadlo v Dlouhé)
- Tři mušketýři (role: Aramis, premiéra 2012, režie: Hana Burešová, Divadlo v Dlouhé)
- Hráči (role: Glov ml., premiéra 2012, režie: Jan Borna, Divadlo v Dlouhé)
- Tři sestry (role: Kulygin, premiéra 2012, režie: Martin Františák, Divadlo v Dlouhé)
- Naši furianti (role: Habršperk, premiéra 2011, režie: Jan Borna, Divadlo v Dlouhé)
- Dáváme děťátku klystýr – „Kašlu na to!“, řekla Hortensie (role: Follbraquet, premiéra 2010, režie: Hana Burešová, Divadlo v Dlouhé)
- U Hitlerů v kuchyni (role: Hitler, Himmler, premiéra 2009, režie: Jan Borna, Divadlo v Dlouhé)
- Vějíř s broskvovými květy (premiéra 2008, režie: J. A. Pitínský, Divadlo v Dlouhé)
- Oněgin byl rusák (role: Honza Kaplan, Gustáv Husák, premiéra 2008, režie: Jan Borna, Divadlo v Dlouhé)
- Titus Andronicus (role: Demetrius, premiéra 2007, režie: Ivan Rajmont, Divadlo v Dlouhé)
- Pokus o létání (role: Kohoutek, premiéra 2007, režie: Jan Borna, Divadlo v Dlouhé)
- Moliere (role: Charles Varlet de Lagrange, premiéra 2006, režie: Sergej Fedotov, Divadlo v Dlouhé)
- Maškaráda čili Fantom opery ( premiéra 2006, režie: Hana Burešová, Divadlo v Dlouhé)
- Lhář (role: Arlecchino, premiéra 2005, režie: Hana Burešová, Divadlo v Dlouhé)
- Kabaret Prévert-Bulis (premiéra 2005, režie: Jan Borna, Divadlo v Dlouhé)
- Goldbergovské variace (role: Masch, premiéra 2004, režie: Hana Burešová, Divadlo v Dlouhé)
- Ještě žiju s věšákem, čepicí a plácačkou (role: Aleš Podzimek, premiéra 2003, režie: Hana Burešová, Divadlo v Dlouhé)
- Mokré písně z Dlouhé (premiéra 2002, režie: Jan Borna, Divadlo v Dlouhé)
- Běsi (role: Šatov, premiéra 2002, režie: Hana Burešová, Divadlo v Dlouhé)
- Past na myši (role: Kryštof Wren, premiéra 2002, režie: Jan Borna, Divadlo v Dlouhé)
- Epochální výlet pana Broučka do XV. století (premiéra 2001, režie: Jan Borna, Divadlo v Dlouhé)
- Sestra Úzkost (role: Blázen, premiéra 2000, režie: J. A. Pitínský, Divadlo v Dlouhé)
- Obrazy z Francouzské revoluce (premiéra 2000, režie: Hana Burešová, Divadlo v Dlouhé)
- Kabaret Undine (premiéra 2000, režie: Vladimír Morávek, Divadlo v Dlouhé)
- Jak jsem se ztratil (role: Pavlík, premiéra 2000, režie: Jan Borna, Divadlo v Dlouhé)
- Opice a ženich (role: Geistreich, premiéra 1999, režie: Hana Burešová, Divadlo v Dlouhé)
- Kabaret Vian – Cami (premiéra 1999, režie: Jan Borna, Divadlo v Dlouhé)
- Tajemství Viléma Storitze (premiéra 1998, režie: Arnošt Goldflam, Divadlo v Dlouhé)
- Velkolepý paroháč (premiéra 1998, režie: Hana Burešová, Divadlo v Dlouhé)
- Kouzelný vrch (role: Popov, premiéra 1997, režie: J. A. Pitínský, Divadlo v Dlouhé)
- Tango (role: Artur, premiéra 1997, režie: Jan Borna, Divadlo v Dlouhé)
- Konec masopustu (role: Rafael, premiéra 1997, režie: Hana Burešová, Divadlo v Dlouhé)
- To je nápad (premiéra 1997, režie: Jan Borna, Divadlo v Dlouhé)
- Kdyby prase mělo křídla (premiéra 1996, režie: Jan Borna, Divadlo v Dlouhé)
- Kvas krále Vondry XVI. (role: Eldorádo, premiéra 1996, režie: Arnošt Goldflam, Divadlo v Dlouhé)
- Rovnováha (premiéra 1996, režie: Arnošt Goldflam, Dejvické divadlo)
- Sněhová královna (premiéra 1995, režie: Biljana Golubič, Dejvické divadlo)
- Romeo dnes večer, Julie (premiéra 1993, režie: Jan Schmid, Studio Ypsilon)
- To je nápad (premiéra 1993, režie: Jan Borna, Dejvické divadlo)
- Petrák-Hrbatý, Makarov, Petersen, Idy Markovny, Gnom a další (premiéra 1993, režie: Arnošt Goldflam, Dejvické divadlo)
- Obrazy Pietra Breughela aneb Život člověka (premiéra 1993, režie: Jan Schmid, Dejvické divadlo)
- Spoonriverská antologie (premiéra 1993, režie: Jakub Krofta, Dejvické divadlo)
- Diamant velký jako Ritz (premiéra 1993, režie: Michael Čech, Dejvické divadlo)
- Androkles a lev (role: Androkles, premiéra 1992, režie: Lucie Bělohradská, Divadlo v Řeznické Praha)
- Franz K. (role: otec, premiéra 1992, režie: Jan Schmid, Divadlo Franze Kafky Praha)
- Amfitryon (premiéra 1991, režie: Gustav Skála, DAMU DISK)

## Dabing
Od roku 1991 se věnuje dabingu, kde vytváří pestrou škálu hlasů. Od různých postav v kreslených filmech až po dramatické role. Podílí se na dabingu velkých blockbusterů, seriálů pro děti i dospělé, dokumentů, reality show (Pevnost Boyard), ale i hlasů do počítačových her (Hugo, Čtyřlístek, Toy Story, Na vlásku…). Jeho nejznámější nadabovanou figurou je asi Milhouse Van Houten ze seriálu Simpsonovi, dále Doktor Hodgins v seriálu Sběratelé kostí, Mašinka Tomáš, Strach ve filmu V hlavě a Obr Dobr ve stejnojmenném filmu. Nadaboval i Clintona Bartna ve filmech Avengers nebo Bobbyho Santiaga v animovaných seriálech Hlasiťákovi a Casagrandovi či od třetí série Gumballa Watersona v animovaném seriálu Gumballův úžasný svět. 

### Významné dabingové role[1]
- Alex a já
- Avengers: Endgame (role Clint Barton/Ronin)
- Joker (role: Joker)
- LEGO příběh 2 (role: Benny)
- Loupeživý Krysák (role: Veverčák)
- Noční šichta (role: WIlly)
- Playmobil ve filmu
- Uglydolls
- Vítejte v Zafari
- Všechno je to o penězích
- Abulele
- Arnoldovy patálie v džungli
- A zase ti Mupeti! (role: Beaker)
- Hotel Transylvánie 3: Příšerózní dovolená (role: Griffin)
- Kazišuci
- Padesát odstínů svobody
- Pračlověk
- Příšerky z vesmíru
- Sherlock Koumes
- Blade Runner 2049 (role: Wallace)
- Dobré ráno, Vietname!
- Jumanji: Vítejte v džungli
- Power Rangers: Strážci vesmíru
- Šmoulové: Zapomenutá vesnice (role: Nešika)
- Zvláštní příběh rodiny F
- Alenka v říši divů: Za zrcadlem
- Buchty a klobásy (role: Piškot)
- Café society
- Dítě Bridget Jonesové (role: Richard Finch)
- Doba ledová: Mamutí drcnutí (role: Shangri-Lama)
- Muppets: Vánoční koleda
- Obr Dobr (role: Obr Dobr)
- Sebevražedný oddíl (role: Joker)
- Avengers: Age of Ultrón
- V hlavě (role: Strach)
- Amazing Spider-Man 2
- Lego příběh
- Tučňáci z Madagaskaru (role: Vojín)
- 47 Róninů
- Lokomotiva Tomáš: Král železnic
- Šmoulové – strašidelný speciál (role: Koumák)
- Úkryt (role Neil)
- Hotel Transylvánie
- Vše o Adamovi
- Madagaskar 3 (role: Vojín)
- Přepadení ve vzduchu
- Mupeti (role: robot z osmdesátých)
- Thor (role: Clint Barton)
- Lovecká sezóna
- Madagaskar 2: Útěk z Afriky
- Temný rytíř
- Harry Potter a Fénixův řád (role: Krátura)
- Simpsonovi ve filmu (role: Milhouse Van Houten a profesor Frink)
- Harry Potter a Ohnivý pohár (role: Barty Skrk Jr.)
- Návrat do Cold Mountain (role: Junior)
- Příšerky s.r.o. (role: Needleman)
- Hra na oliheň 2 (role: Park Jung-bae)
- V hlavě 2 (role: Strach)

## Film a televize[2]
Jeho filmová kariéra začala epizodní rolí ve filmu režiséra Štěpána Skalského Člověk proti zkáze. Ve filmu a televizi se Pavel Tesař objevuje v menších rolích. Nejvýraznější jsou jeho role v tzv. nekonečných seriálech (Ordinace v růžové zahradě, Ulice atd.).
Od roku 2019 do roku 2020 daboval skřítka Filípka z Kouzelné školky, od roku 2021 převzal po Tomáši Juřičkovi dabing skřítka Františka.

### Vybrané filmové role
- 2021 - Myši patří do nebe
- 2017 – Zahradnictví: Dezertér
- 2015 – Kobry a užovky
- 2003 - Pátek čtrnáctého
- 2001 – Mach, Šebestová a kouzelné sluchátko
- 2000 - Vlci ve městě

### Vybrané televizní role
- ZOO (TV seriál)
- Sestřičky Modrý kód (TV seriál)
- Slunečná (TV seriál)
- Specialisté (TV seriál)
- Krejzovi (TV seriál)
- Modrý kód (TV seriál)
- Ohnivý kuře (TV seriál)
- Život a doba soudce A. K. (TV seriál)
- Pět mrtvých psů
- Rapl (TV seriál)
- Gympl s (r)učením omezeným (TV seriál)
- Comeback (TV seriál)
- Kriminálka Anděl (TV seriál)
- Letiště (TV seriál)
- Ordinace v růžové zahradě (TV seriál)
- Ulice (TV seriál)
- Policie Modrava (TV seriál)
- Čtení do ouška
- Pátek čtrnáctého (TV film)
- Jak chutná láska (TV film)

## Ocenění
- 2000 – nominace na Cenu Alfréda Radoka za mužský herecký výkon v inscenaci Jak jsem se ztratil aneb Malá vánoční povídka
- 2011 – cena Grand Festivalu smíchu, nejlepší mužský herecký výkon za roli v komedii Dáváme děťátku klystýr – „Kašlu na to!“, řekla Hortenzie
- 2018 – interpret ve vítězném titulu Nebojte se klasiky – Hudební nástroje cena Audiokniha roku